# E5 (潜水艦)

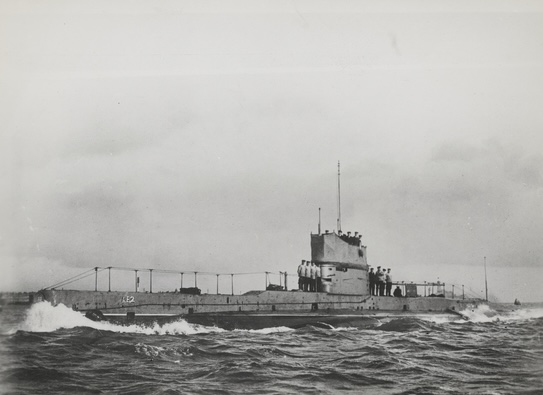
姉妹艦(HMAS AE2)

E5 (HMS E5) はイギリス海軍の潜水艦。E級。

## 艦歴
1911年6月9日起工。1913年6月8日、機関室で爆発が起き13人が死亡した。1913年6月28日就役。
E5は1916年3月6日にE29に発見されたのを最後に北海の哨戒から戻らなかった。3月7日にドイツ艦艇が機雷原のそばでE5と思われる潜水艦を発見しており、この日にE5は触雷して沈没したと思われる。